# Otakar Vystrčil
Otakar Vystrčil (6. července 1935 Košice – 10. září 2021 Olomouc) byl československý malíř, grafik a pedagog. Až do vyhlášení protektorátu Čechy a Morava žil na východním Slovensku (Košice, Kežmarok), poté se jeho rodina s malým Otakarem odstěhovala na Moravu, do Olomouce. Po válce se vrátili zpět na Slovensko.

## Život
Kresbu a malbu studoval na Vysoké škole pedagogické a na Filozofické fakultě Univerzity Komenského v Bratislavě u prof. Eugena Lehotského, Eugena Nevana a Fedora Klimáčka. Svými učiteli byl velmi ovlivněn, což se u něj projevovalo především v krajinářské tvorbě a u maleb z městského prostředí.
Po listopadu 1989 se vrátil z východního Slovenska zpět do Olomouce, kde se usadil a tvořil. Od roku 1992 byl členem Unie výtvarných umělců Olomoucka.
K jeho 75. narozeninám mu Galerie G v roce 2010 připravila velkou samostatnou výstavu Otakar Vystrčil 1960–2010.

## Galerie

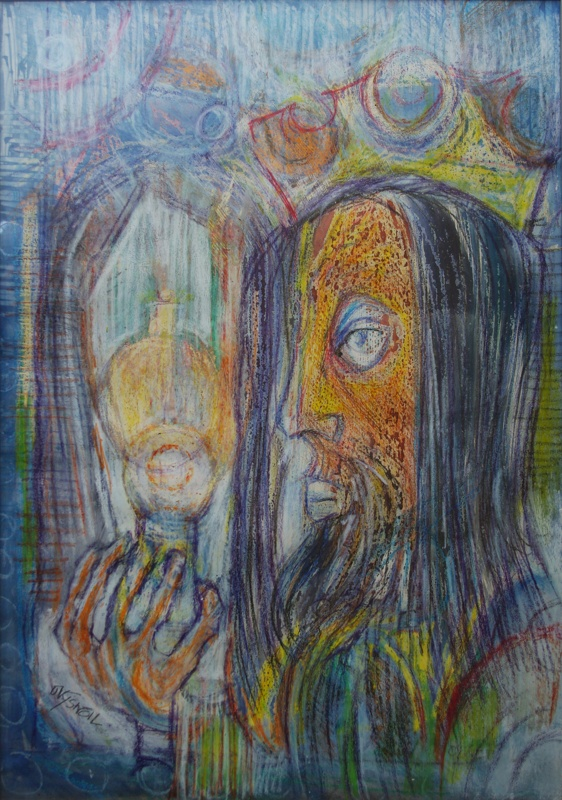
Král, kombinovaná technika
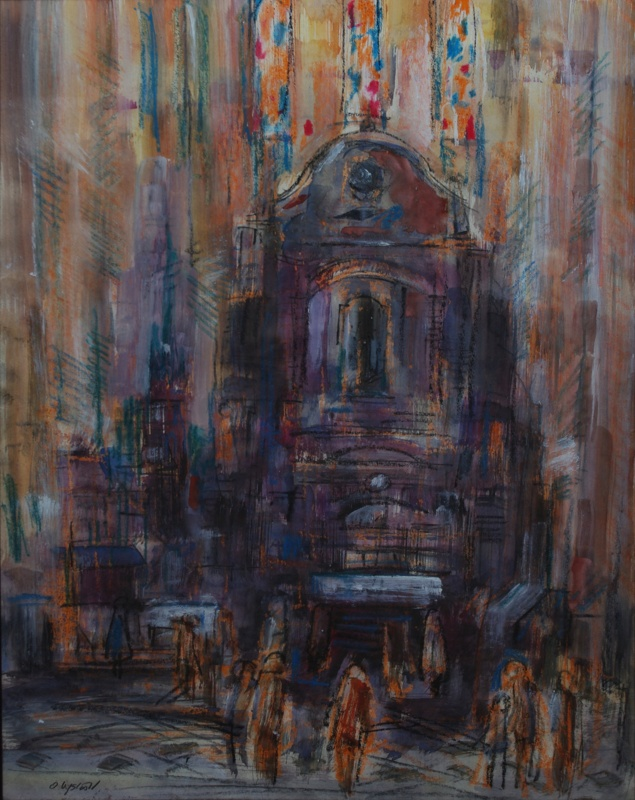
Katedrála, kombinovaná technika
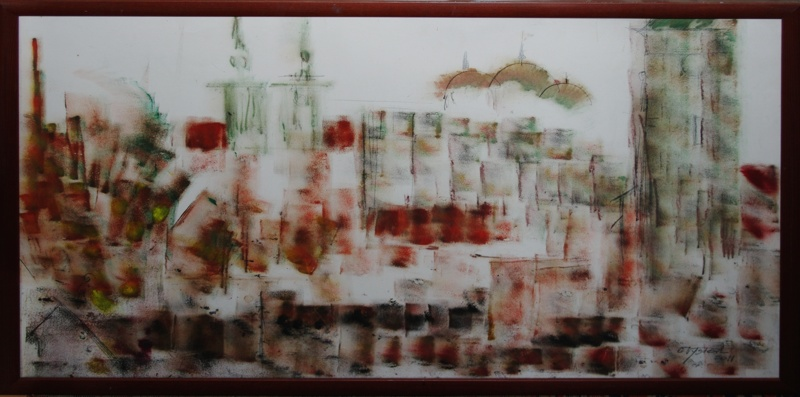
Pozdní období tvorby, 2011
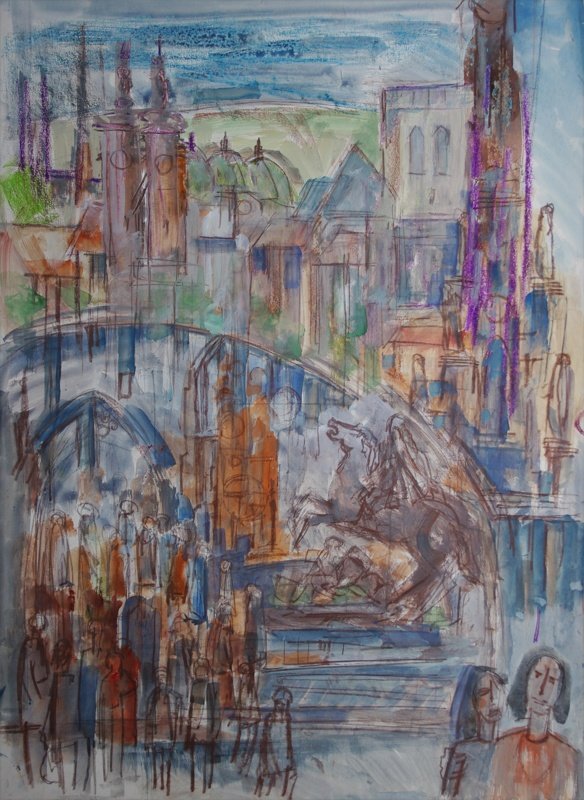
Specifická kompozice interiéru i exteriéru v kontextu olomouckého urbanismu